# Waimea Valley

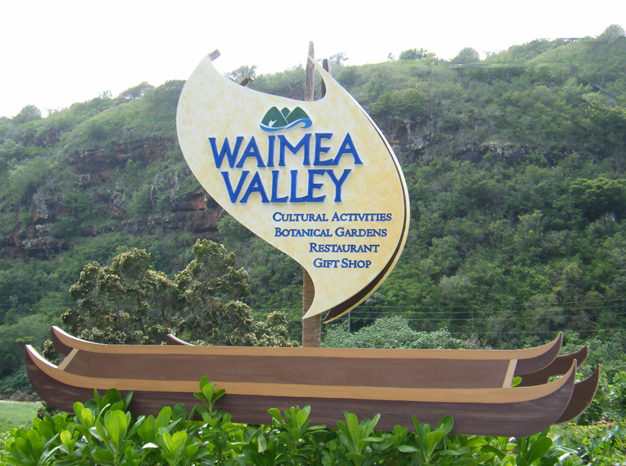
Eingang ins Waimea Valley

Das Waimea Valley ist einer der letzten intakten traditionellen Unterbezirke (ahupuaʻa) von Oʻahu, der sich im Bezirk (moku) Koʻolauloa an der Nordküste der Insel befindet. Das früher als Waimea Valley Audubon Center und Waimea Arboretum and Botanical Garden bezeichnete Gebiet ist heute ein kulturelles Zentrum am Kamehameha Highway nordöstlich von  Haleʻiwa. Herzstück ist ein Botanischer Garten, der täglich, außer an Weihnachten und Neujahr, geöffnet ist. Ein Eintrittspreis wird erhoben.
Das Waimea Valley war lange ein wichtiges religiöses Zentrum der Hawaiier. Hier befinden sich Steinterrassen und Mauern von historischem Interesse. Ursprünglich wurden Tarowurzeln, Süßkartoffeln und Bananen kultiviert. Bei Ankunft der Europäer wurden hier Obstgärten angelegt und neue Getreidesorten eingeführt. Der heutige Botanische Garten wurde bis 2003 von der Stadt Honolulu und dem Honolulu County verwaltet. Anschließend wurde das Management von der National Audubon Society übernommen.
Der Garten beherbergt nun 35 individuelle Sammlungen, die 5000 Taxa aus der ganzen Welt repräsentieren. Darunter befinden sich Arten aus den Familien der Aronstabgewächse, Hülsenfrüchtler, Bromeliengewächse, Helikoniengewächse, Liliengewächse, Süßgräser und der Schiefblattgewächse, aber auch Farne und tropische Früchte. Er hat eine der attraktivsten Kollektionen polynesischer Pflanzen sowie eine viel beachtete Sammlung von sehr seltenen Pflanzentaxa von Hawaii und der Lord-Howe-Insel. Weitere individuelle Gärten sind den Pflanzenarten von Guam, Madagaskar, den Maskarenen, den Ogasawara-Inseln und den Seychellen gewidmet.
Des Weiteren gibt es einen Zuchtgarten, in dem extrem seltene Hibiskus- und Hibiscadelphus-Arten herangezogen werden.
Der Hauptweg des Gartens hat eine ungefähre Länge von 1,2 Kilometern. Am oberen Ende befinden sich ein kleiner Wasserfall und ein Badesee.

## Bilder

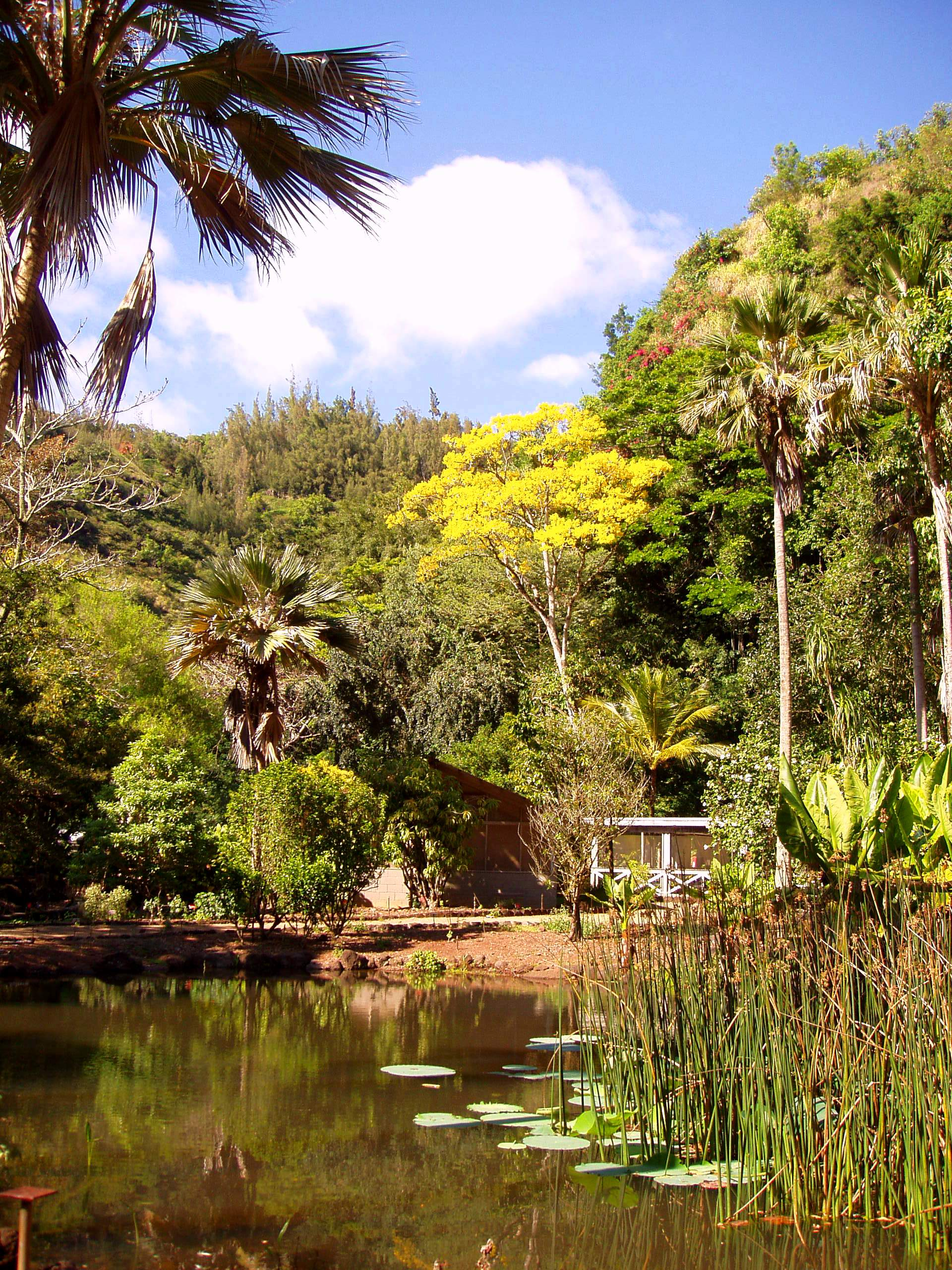
See
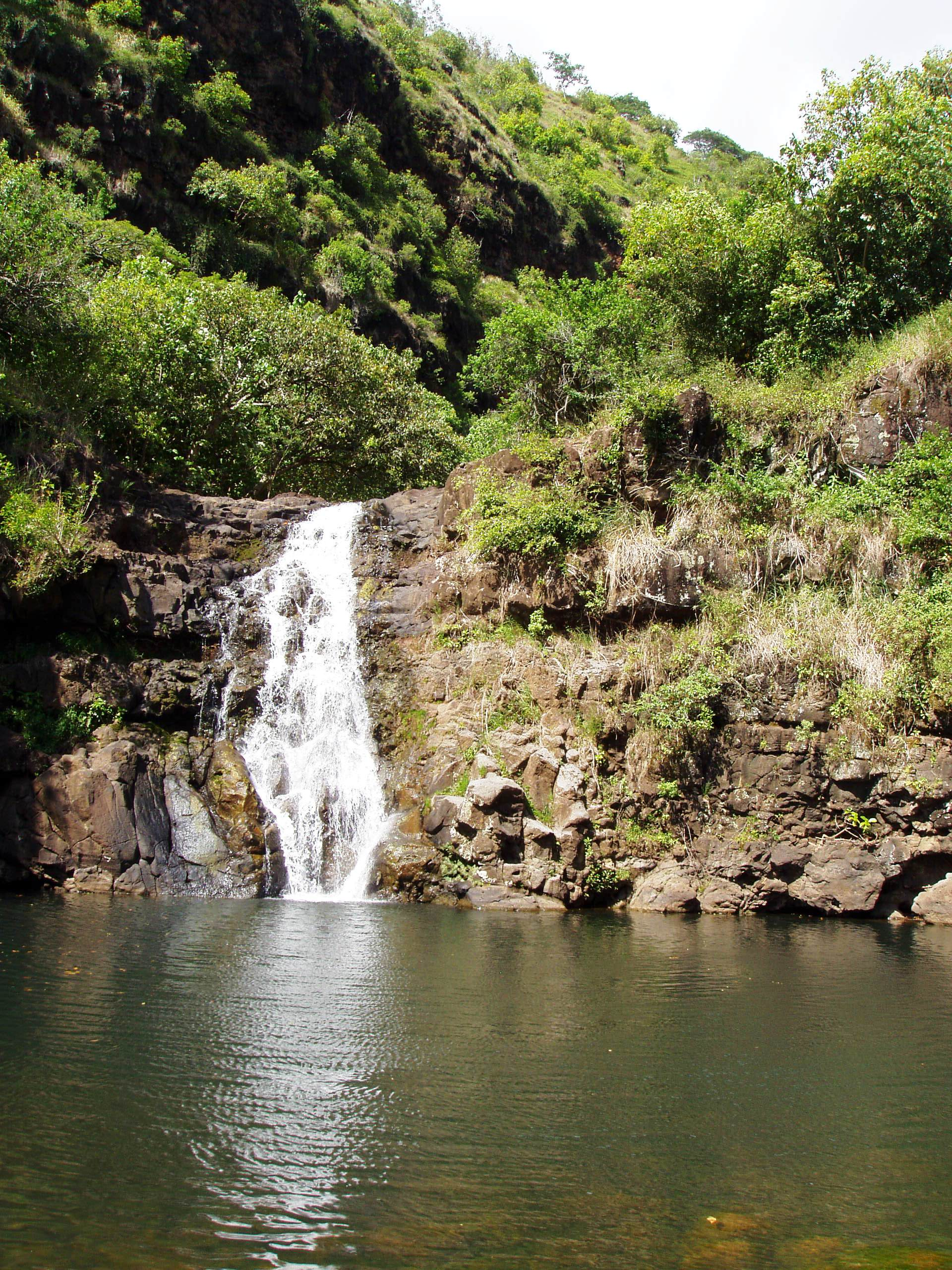
Waimea-Wasserfall
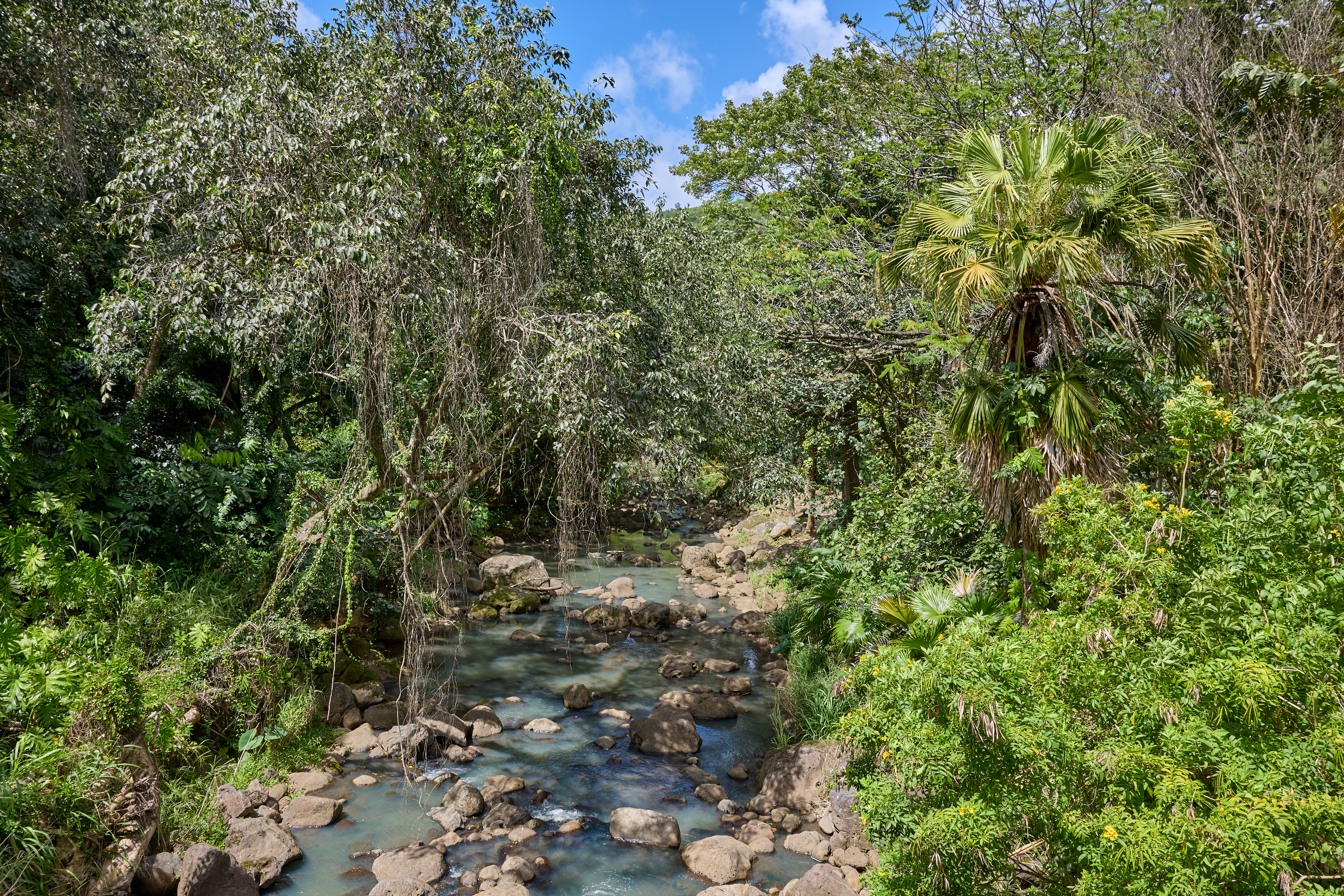
Fluss durchs Waimea-Tal